# بيل كرولي (صحفي)
بيل كرولي (بالإنجليزية: Bill Crowley) هو صحفي أمريكي، ولد في 1920، وتوفي في 1 ديسمبر 1996.